# Euarestella kugleri
Euarestella kugleri är en tvåvingeart som beskrevs av Amnon Freidberg 1974. Euarestella kugleri ingår i släktet Euarestella och familjen borrflugor. Inga underarter finns listade i Catalogue of Life.